# José Carlos Martínez
José Carlos Martínez (Cartagena, 1969), a París conegut com a José Martínez, és un ballarí i coreògraf de dansa clàssica. Durant tretze anys ha estat ballarí estrella masculí a la companyia de dansa de l'Òpera de París. En paral·lel, va crear i dirigeix la seva pròpia companyia de dansa, anomenada José Martinez en Compagnie i a la qual fa també de coreògraf. És oficial de l'Ordre de les Arts i de les Lletres de França.
Des del 2011 i amb un contracte de cinc anys és el director de la Compañía Nacional de Danza d'Espanya, substituint Nacho Duato.

## Carrera professional

### Ballarí
Va començar a formar-se en dansa clàssica i dansa clàssica espanyola amb Pilar Molina a la seva ciutat natal. Després va tenir com a mestre a José Ferran, a l'escola Rosella Hightower de Cannes. El 1987 va guanyar el concurs del Premi de Lausanne, cosa que li va permetre ingressar a l'Escola de Dansa de l'Òpera de París. Ja el 1988 va començar a formar part del cos de ball del Ballet de l'Òpera de París, d'on és primer ballarí des de 1992. En maig de 1997, sempre a la mateixa companyia, va ser nomenat ballarí estrella per primer cop, de cara a la representació de La Sílfide. En 2011 va dimitir de l'Òpera per a dedicar-se a la direcció de la Compañía Nacional de Danza, CND, a Madrid.
Com a ballarí ha interpretat la majoria dels grans ballets del repertori clàssic, incloent peces com El Llac dels Cignes, Giselle, Paquita, Don Quixot, La Baiadera, La Bella Dorment, Raymonda, El Trencanous, La Sílfide i Romeu i Julieta. També ha ballat altres ballets considerats neoclàssics, de coreògrafs de clàssic més moderns com per exemple Frederick Ashton, George Balanchine (Joyaux, Les Quatre Tempéraments, Symphonie en Ut, etc.), Kenneth MacMillan (L'Histoire de Manon), Yury Grigorovich, Serge Lifar i John Cranko. Ha ballat coreografies d'altres espanyols que treballen a París, com l'andalusa Blanca Li (Shéhérazade) i el valencià José Montalvo (Le Rire de la lyre).

### Coreògraf
A París ha fet de professor i coreògraf d'espectacles muntats per als estudiants a la mateixa escola on abans havia estat alumne, l'Escola de Dansa de l'Òpera de París. També va muntar la seva pròpia companyia, la José Martinez en Compagnie, amb qui ha fet Delibes Suite (2003, amb música de Léo Delibes), Soli-Ter (2006, de quinze minuts, compost per tres solos masculins), El Olor de la Ausencia (2007, coreografiada amb Ghyslaine Riechert i Aurélien Houette, sobre músiques populars de la Guerra Civil espanyola per a una actuació al Museu Picasso de Màlaga), Scarlatti: Pas de deux (2009, un pas de deux sobre música de Domenico Scarlatti) i Marco Polo, The Last Mission (2010).
La seva obra més destacada és una adaptació del cinema a la dansa de Les Enfants du paradis de Marcel Carné, amb música de Marc-Olivier Dupin, per a la Ballet de l'Òpera de París, estrenada en 2008 i representada de nou a la temporada 2010-2011. Per a l'Òpera de parís també ha creat Mi Favorita (2002) i Scaramouche (2006).

### Director de la CND
Com a director de la CND no pensa de moment crear una gran ruptura amb el seu predecessor i, al contrari, proposa mantenir les seves coreografies dintre del repertori de la CND, a més d'altres neoclàssiques que ja es consideren acadèmiques o bàsiques. Com a novetat preveu reintroduir les sabatilles de punta als seus ballarins. No vol renunciar a l'avantguardisme ni a les noves tecnologies com a part de l'escenografia i posada en escena dels espectacles.

## Estil
És un ballarí molt alt, fa 1 metre 89, i això influeix la seva manera de ballar i la percepció del públic. És molt rigorós en l'estil, a més és elegant i té molt bona tècnica. Però hi afegeix molta expressivitat, cares, mim i detalls que, sense que perdi gens d'estil, tècnica ni elegància, aporten un toc diferent. A França també destaca dels altres per la seva formació en flamenc i dansa espanyola, cosa que li permet un major vocabulari i elements dels quals barreja a les seves coreografies. També li agrada afegir alguns tocs d'humor.

## Premis i honors
- 1987: Premi de Lausanne
- 1991: Premi de l'AROP
- 1992: Medalla d'Or del Concurs de Varna
- 1998: Premi Léonide Massine
- 1998: Premi Danza & Danza d'Itàlia
- 1999: Gran Premi Nacional de la Dansa a Espanya
- 2004: Premi França/Xina
- 2005: Premi de les Arts Escèniques d'Espanya
- 2009: Premi Benois de la Danse, a Moscou, per la seva coreografia Les Enfants du Paradis